# Двууголка

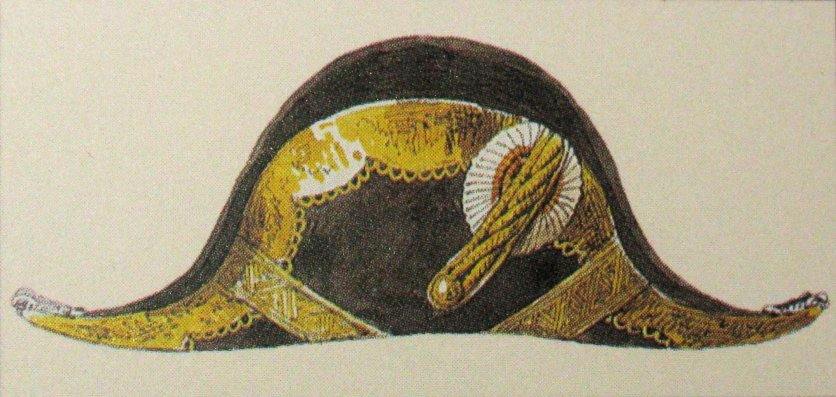
Русская кокарда чёрно-оранжево-белых цветов на двууголке гражданского чиновника, 1855 год

Двууго́лка, или двухуго́лка, или бико́рн (англ. bicorne, фр. bicorne), двуугольная шляпа — двурогая шляпа, пришедшая на смену более громоздкой и неудобной треуголке в конце XVIII века.

## История

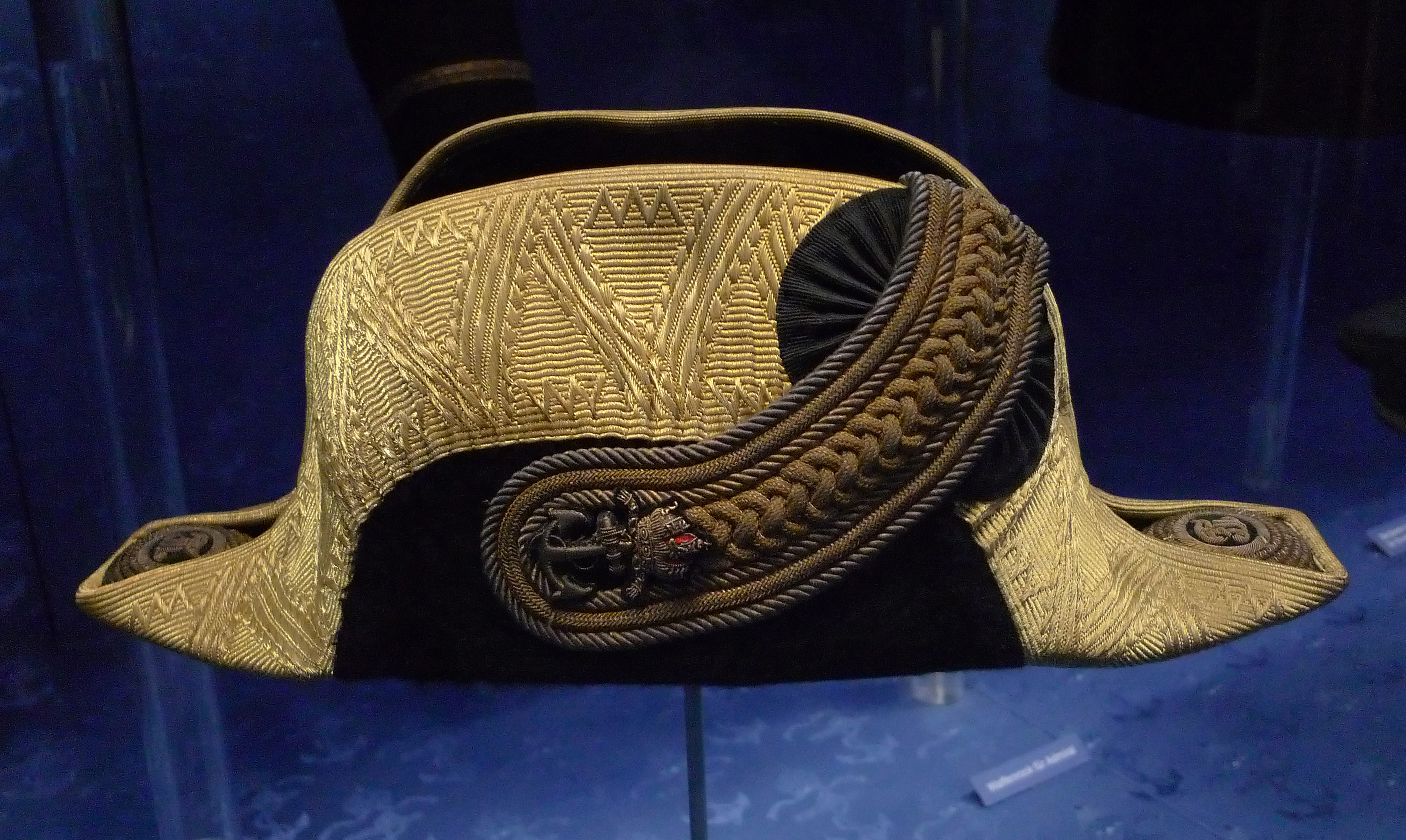
Австро-венгерский бикорн флотского офицера (Военно-исторический музей, Вена)

Переворот (революция) во Французском королевстве положила конец предыдущей моде и ввела «свободные» костюмы разнообразнейших видов и типов, у мужчин появилась низкая поярковая шляпа или двухуголка, надевавшаяся поперек. В отличие от своей предшественницы треугольной шляпы, двухуголка (бикорн) легко складывалась и занимала меньше места — это было тем более важно, что на приёмах и балах не было принято расставаться со своими шляпами.
С 1790-х годов двухуголка (бикорн) являлась частью европейской и американской офицерской формы одежды, в гвардии, армии и на флоте.
В русских гвардии, армии, флоте и государственной и придворной службе данный головной убор использовался офицерами, чиновниками и придворными до 1917 г. под официальным названием шляпа треугольная или просто "треуголка". По ширине и фасону галунов на бортах, по кокарде и плюмажу различались чины. Сам термин "двууголка" (бикорн) в Российской империи никогда не употреблялся, 
В некоторых государствах и странах двухуголка (бикорн) сохранился в форме одежды военнослужащих и дипломатов до сих пор.

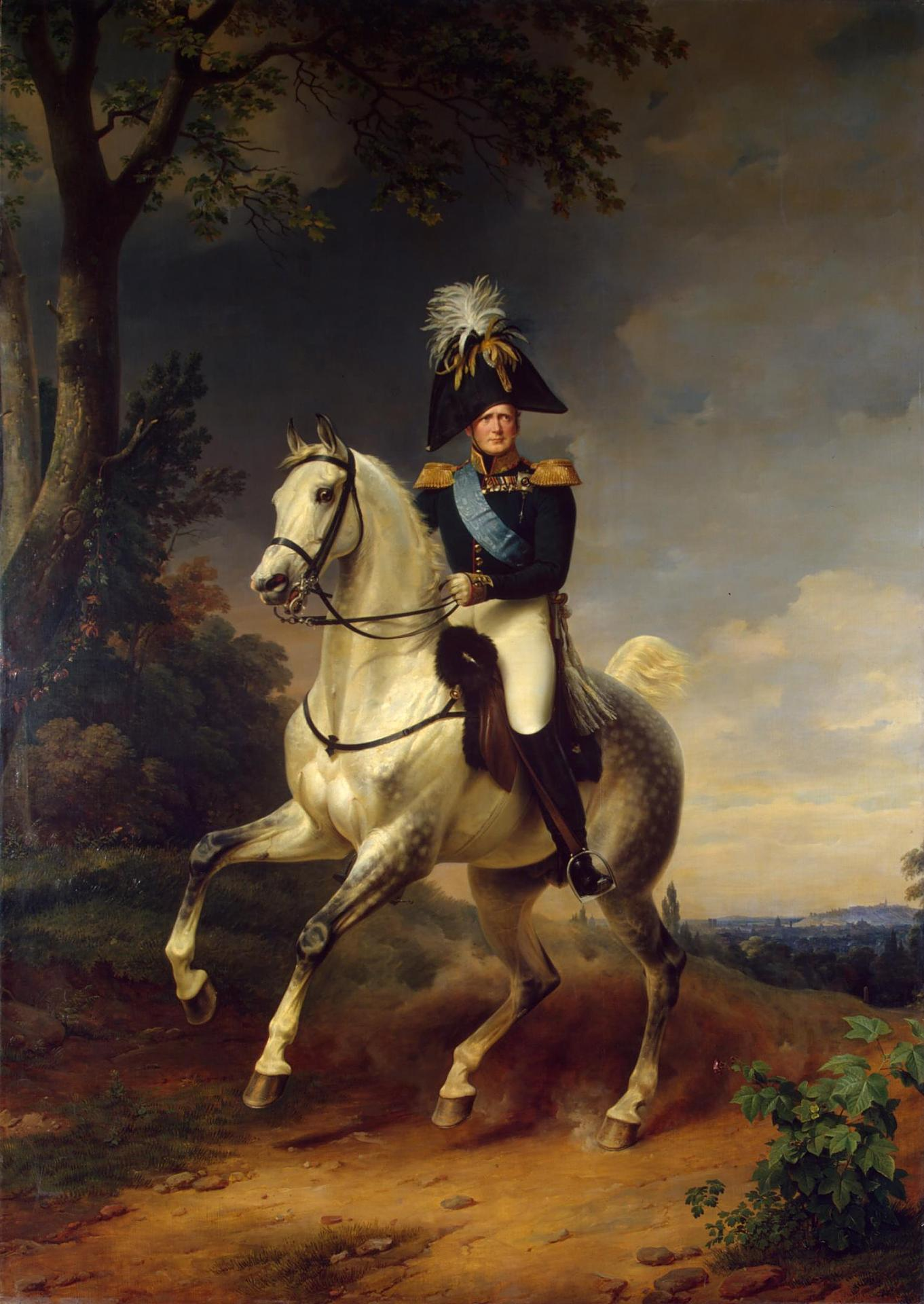
Александр I (Франц Крюгер, Военная галерея Зимнего дворца в Санкт-Петербурге)
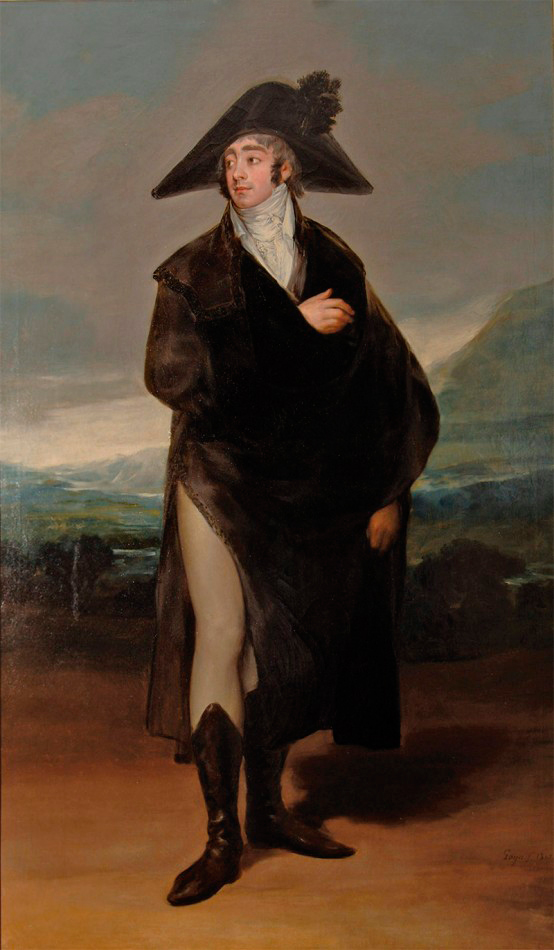
Герцог Фернан Нуньес (Гойя, музей Прадо в Мадриде)
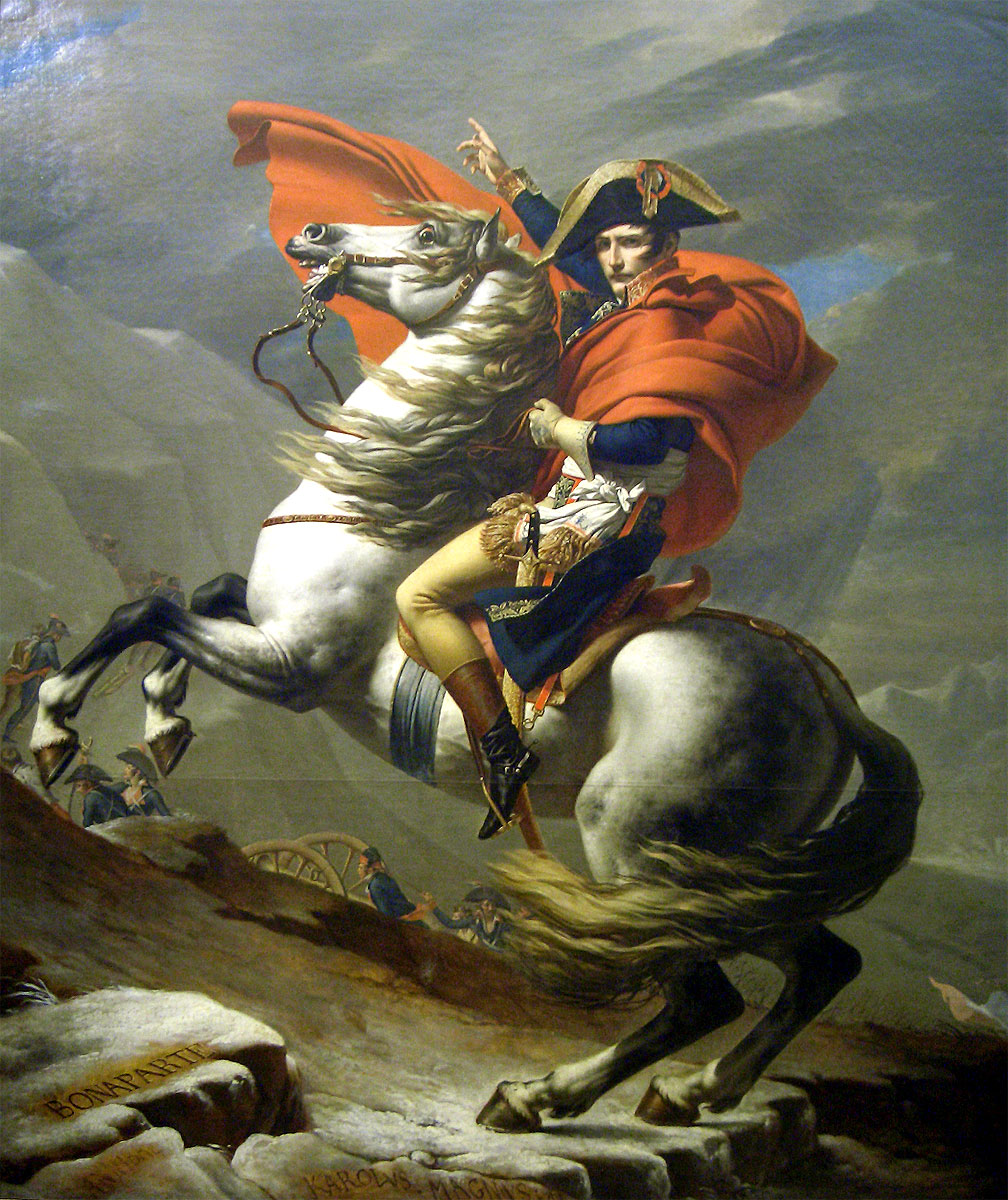
Наполеон на перевале Сен-Бернар (Жак-Луи Давид, Музей истории искусств в Вене)
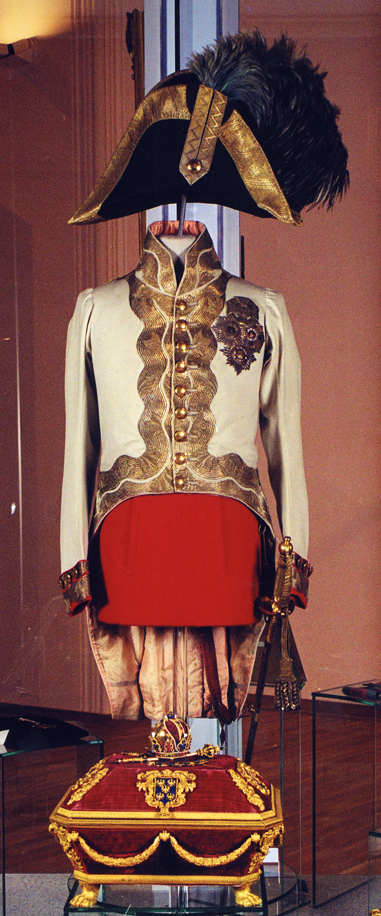
Военная форма Франца II, императора Священной Римской империи (Военно-исторический музей в Вене)
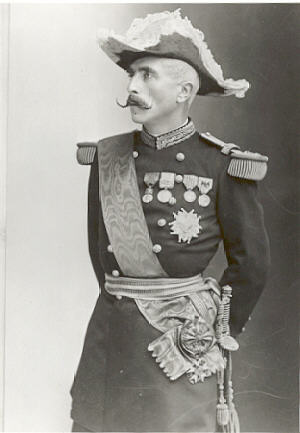
Маркиз Гастон Александр Огюст де Галифе (фото Надара)
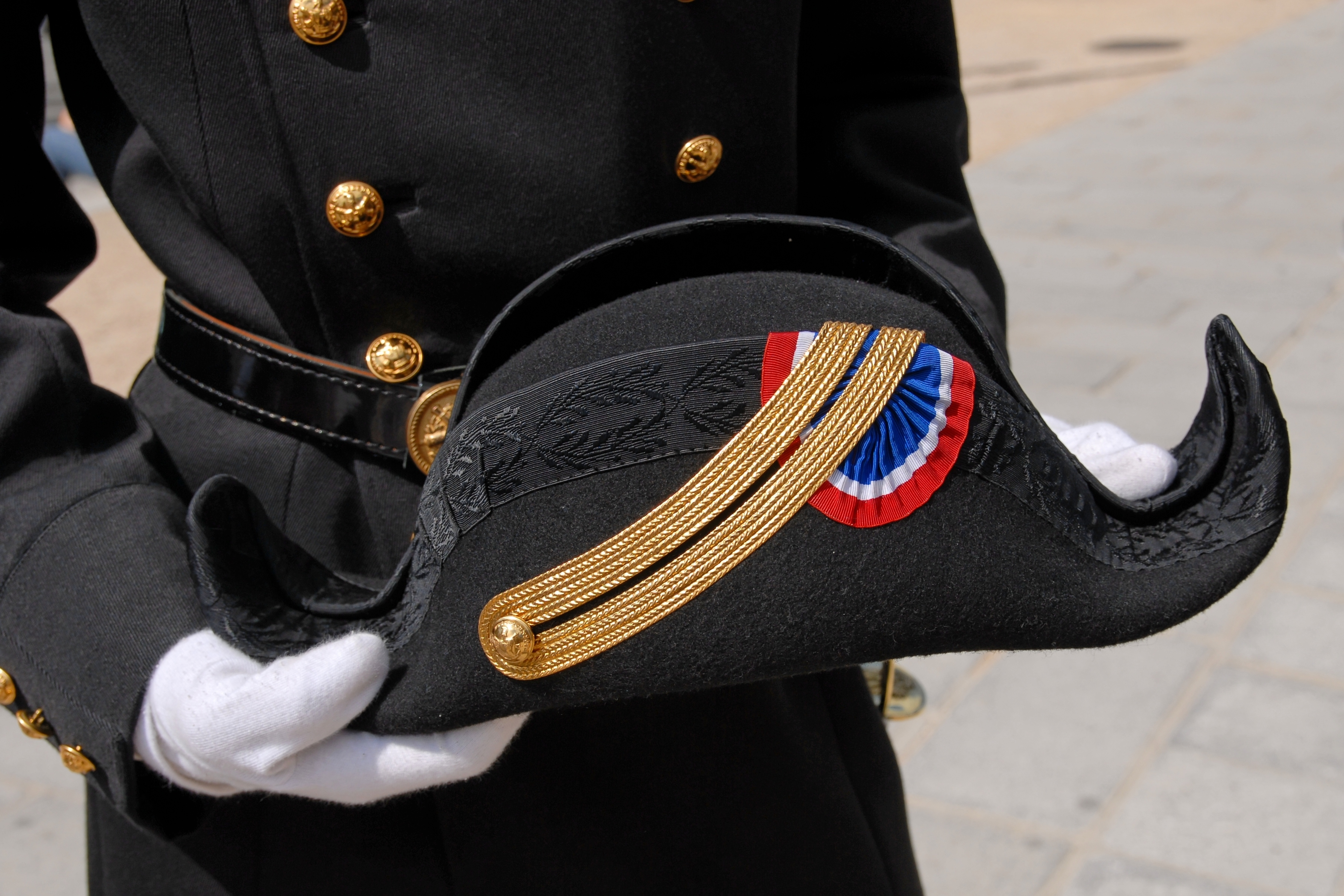
Двууголка кадета Политехнической школы (Париж)

## Двууголки Наполеона

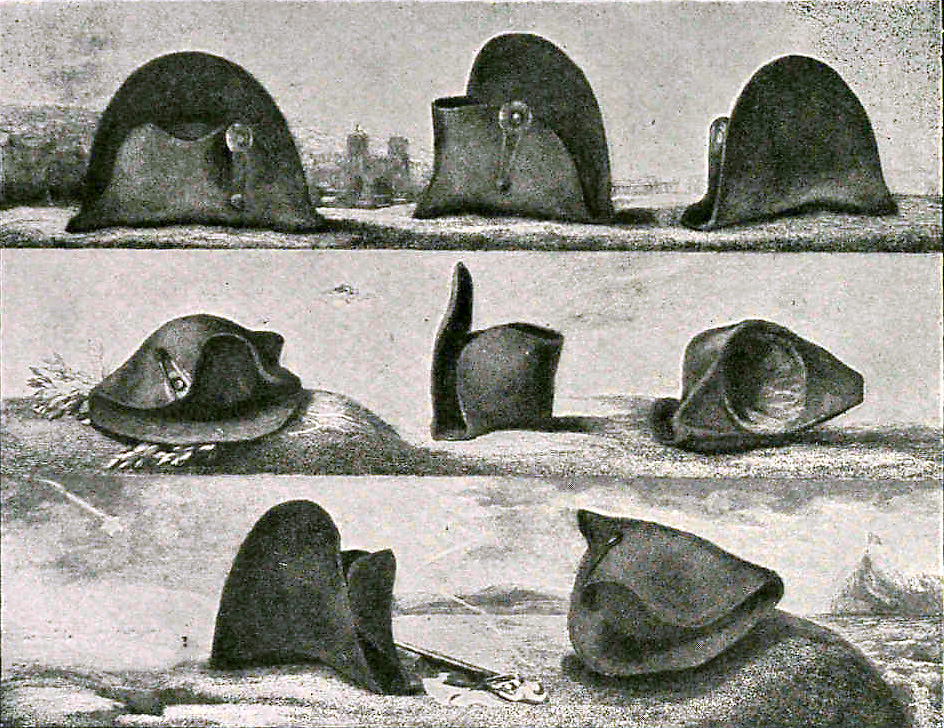
Жизнь Наполеона Бонапарта (1826) Штюбена

На гравюре Карла фон Штейбена вся жизнь Наполеона представлена в виде восьми двууголок, символизирующих восемь этапов его жизни:
1. Вандемьерский мятеж
2. Французский консулат
3. Первая империя
4. Битва под Аустерлицем
5. Ваграмская битва
6. Бородинское сражение
7. Битва при Ватерлоо
8. Остров Святой Елены

14 ноября 2014 года во Франции на продажу с аукциона выставлена двууголка Наполеона, в которой он был во время битвы при Маренго в 1800 году. Эксперты оценили шляпу в 300—400 тысяч евро.